# المعهد العالي للموسيقى بتونس
المعهد العالي للموسيقى بتونس هو إحدى مؤسسات التعليم العالي حيث أنه يتبع إداريا جامعة تونس. بعث هذا المعهد عام 1982.
خلال السنة الجامعية 2007 -2008 كان هذا المعهد يعد ما مجموعه : 431 طالب من بينهم 130 طالبة.

## أبرز الخريجين
من أبرز خريجي المعهد نذكر نبيهة كراولي.

## وصلات خارجية
- الموقع الرسمي المعهد العالي للموسيقى بتونس.